# Paratelmatobius yepiranga
Paratelmatobius yepiranga é uma espécie de anfíbio da família Leptodactylidae. Endêmica do Brasil, onde pode ser encontrada apenas no Parque das Neblinas, no município de Bertioga, no estado de São Paulo.